# Pfetterhouse
Pfetterhouse is een gemeente in het Franse departement Haut-Rhin in de regio Grand Est. De plaats maakt deel uit van het arrondissement Altkirch. Pfetterhouse telde op 1 januari 2022 967 inwoners.

## Geschiedenis
In de Eerste Wereldoorlog stopten de Franse en Duitse loopgraven in dit dorp, vlak voor de Zwitserse grens.
De gemeente maakte deel uit van het kanton Hirsingue tot dit op 22 maart 2015 werd opgeheven en Pfetterhouse werd opgenomen in het kanton Masevaux, dat op 24 februari hernoemd werd naar het kanton Masevaux-Niederbruck.

## Geografie
De oppervlakte van Pfetterhouse bedroeg op 1 januari 2022 14,28 vierkante kilometer; de bevolkingsdichtheid was toen 67,7 inwoners per km².

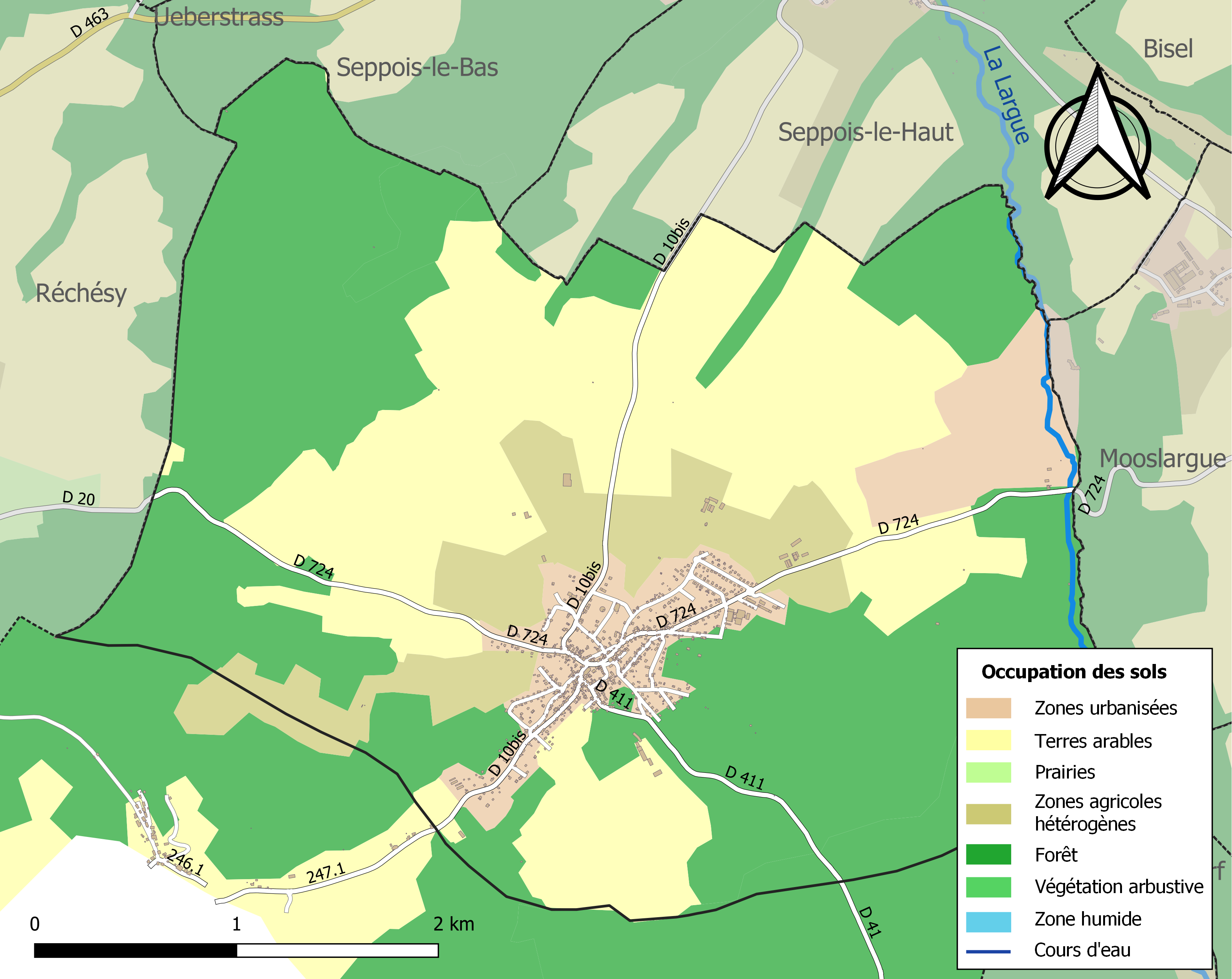
Kaart van de gemeente met de belangrijkste infrastructuur, bodemgebruik en omliggende gemeenten

## Demografie
Onderstaande figuur toont het verloop van het inwonertal (bron: INSEE-tellingen).